# Les Optimistes (film, 1973)
Pour plus de détails, voir Fiche technique et Distribution.
Les Optimistes (The Optimists of Nine Elms) est un film britannique réalisé par Anthony Simmons, sorti en 1973.

## Synopsis
Londres, dans le quartier de Nine Elms. Sam, un acteur vieillissant, et son chien se lient d'amitié avec deux enfants. Ceux-ci achètent un chien, mais cela est mal accepté chez eux vu les difficultés de logement de leur famille. Ils finissent par offrir le chien à Sam, dont le vieux chien vient de mourir.

## Fiche technique
- Titre original : The Optimists of Nine Elms
- Titre français : Les Optimistes
- Réalisation : Anthony Simmons
- Scénario : Tudor Gates, Anthony Simmons, d'après le roman de ce dernier
- Direction artistique : Robert Cartwright
- Costumes : Pixie Weir
- Photographie : Larry Pizer
- Son : Bill Rowe, Ivan Sharrock
- Montage : John Jympson
- Musique : George Martin
- Production : Adrian Gaye, Victor Lyndon
- Production déléguée : Ronald S. Kass
- Société de production : Cheetah Films, Sagittarius Productions, West One Film Productions
- Société de distribution : Scotia-Barber
- Pays d'origine :  Royaume-Uni
- Langue originale : anglais
- Format : couleur (Eastmancolor) — 35 mm — 1,85:1 — son mono
- Genre : Comédie dramatique
- Durée : 110 minutes
- Dates de sortie : 
  - États-Unis : 18 octobre 1973
  - Royaume-Uni : 25 avril 1974
  - France : 23 juillet 1976

## Distribution
- Peter Sellers : Sam
- Donna Mullane : Liz
- John Chaffey : Mark
- David Daker : Bob Ellis
- Marjorie Yates : Chrissie Ellis
- Katyana Kass : Bébé Ellis
- Patricia Brake : la responsable du chenil